# Paraplufabriek E. Meulenberg & Zonen

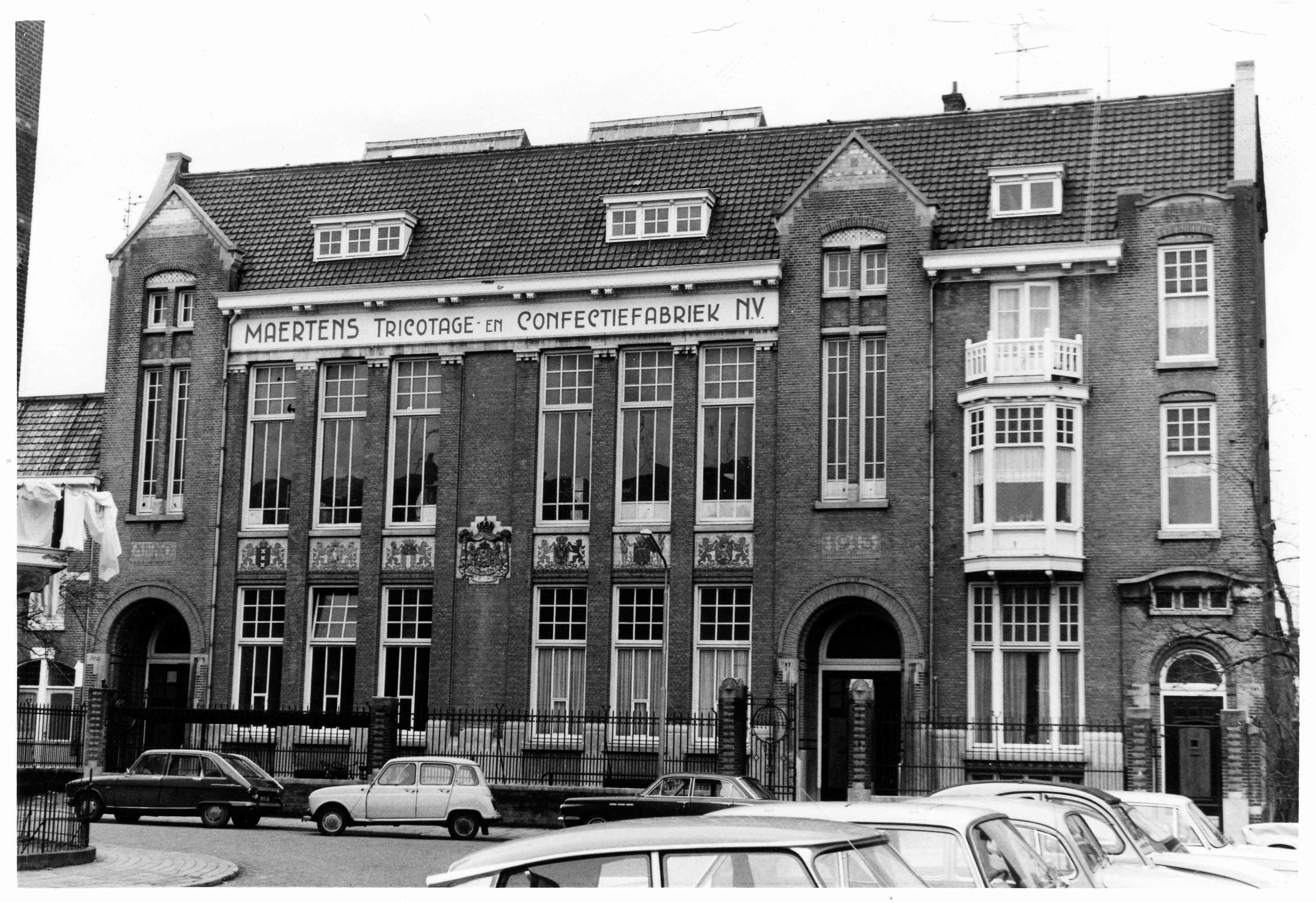
Gebouw Meulenberg Paraplufabriek aan de Ruyterstraat, hier Maertens Tricotagefabriek

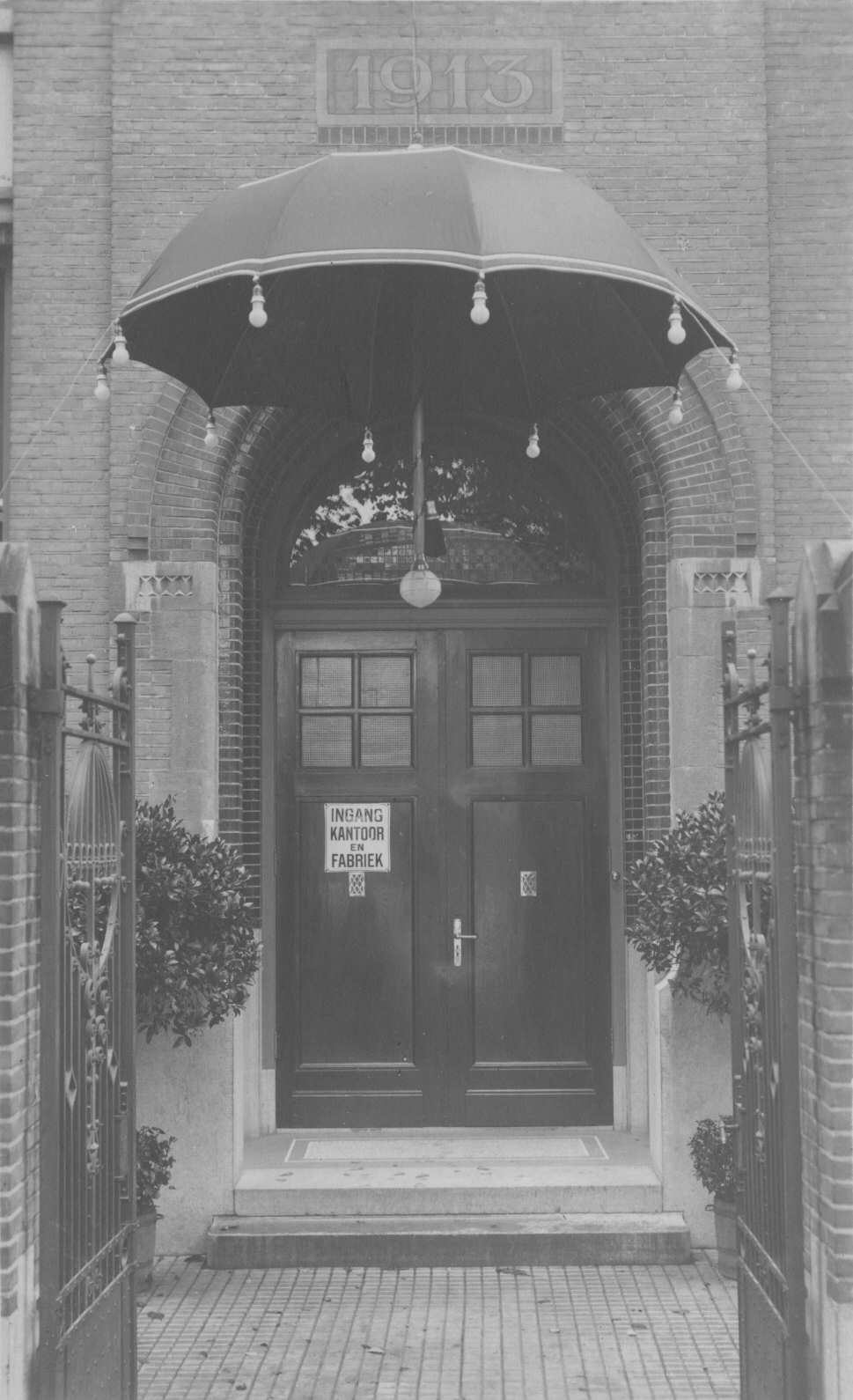
Entree Meulenberg Paraplufabriek Ruyterstraat Nijmegen

Paraplufabriek E. Meulenberg & Zonen  was een Nederlands bedrijf dat onder verschillende namen bestaan heeft van 1875 tot 1931 en was gevestigd in Nijmegen. Het bedrijf was samen met 'Dickmann-Schnitzler Fabriek van Parapluies' in dezelfde plaats een belangrijke producent en verkoper van paraplu's in die periode.

## Geschiedenis
Oprichter Edmund Meulenberg was reeds vanaf 1860 actief in de vervaardiging en handel in paraplu's vanuit zijn winkelpand aan de Stikke Hezelstraat 2-4 in Nijmegen toen hij in 1875 besloot om een eigen fabriek voor paraplu's te beginnen. Hij vond een geschikt pand met kantoor en werkplaats aan de Van Berchenstraat in het centrum van Nijmegen. Het bedrijf kreeg de naam E. Meulenberg & Zonen. Nadat de stichter in 1895 overleed zetten vier zoons het bedrijf voort en zorgden voor verdere groei en naamsbekendheid.

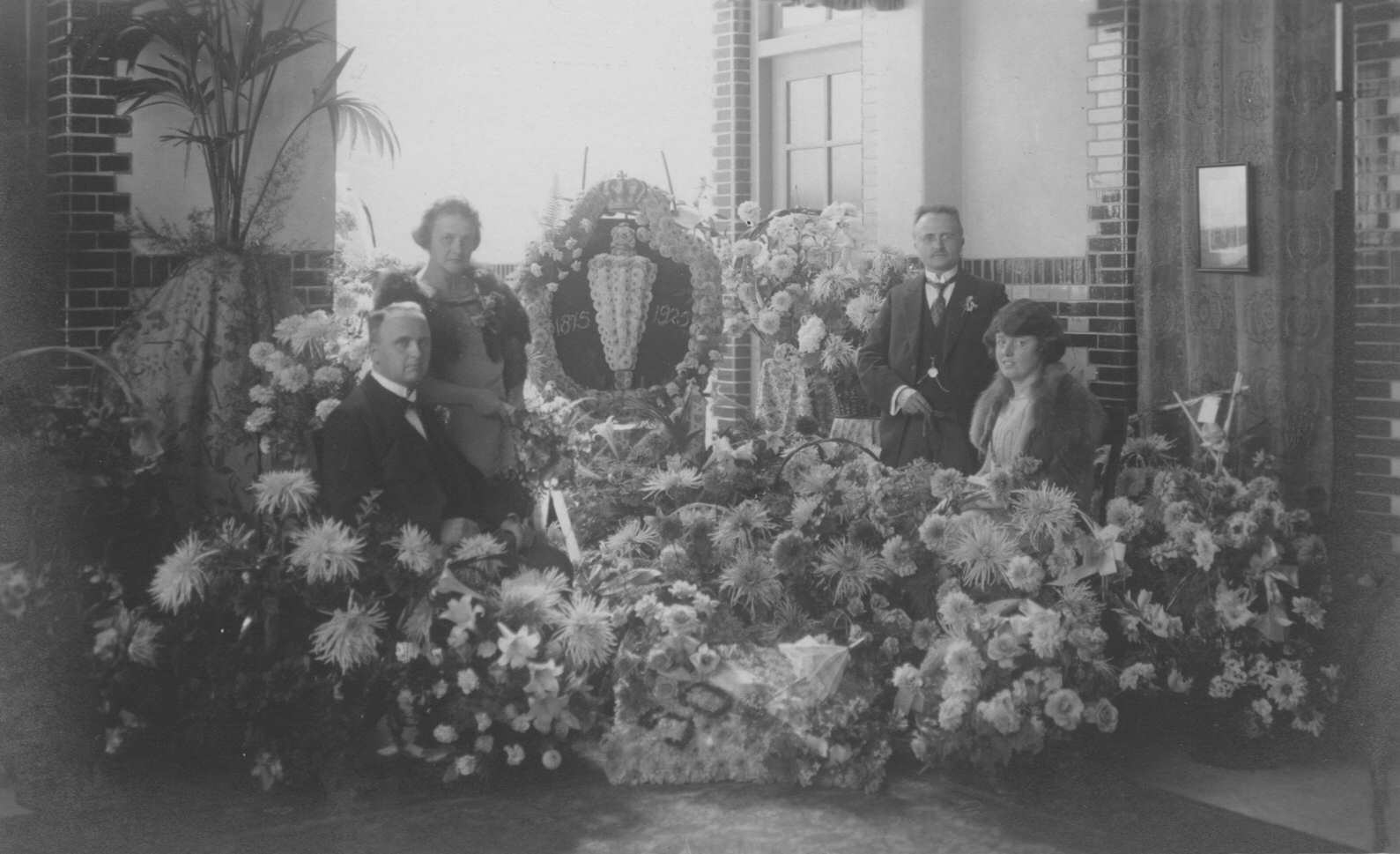
Meulenberg Paraplufabriek, Directeuren Jan en Huub Meulenberg met echtgenotes

In 1901 verkreeg het bedrijf het predicaat Koninklijk en werd de naam veranderd in Koninklijke Paraplufabriek E. Meulenberg & Zonen. Oudste zoon Johan, die naast directeur van het bedrijf ook gemeenteraadslid van Nijmegen was, kwam in 1908 te overlijden. Hierna veranderde de koers van het bedrijf, de drie overgebleven zonen van Meulenberg vonden uitbreiding en vernieuwing noodzakelijk. In 1912 werd besloten tot de bouw van een grotere fabriek aan de Ruyterstraat, in de wijk Bottendaal.

### Ruyterstraat

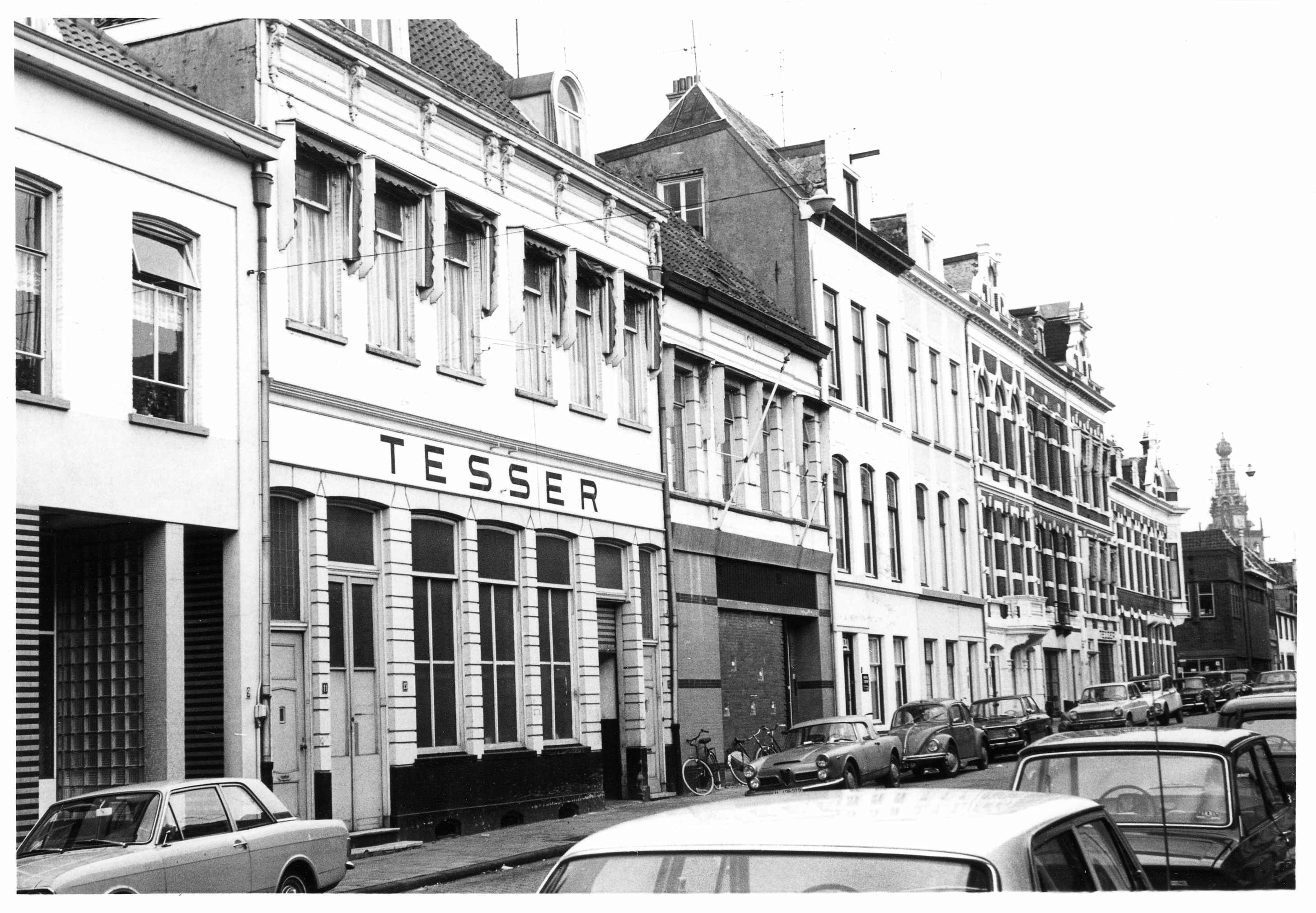
Pand paraplufabriek aan de Van Berghenstraat, hier Tesser zonwering

In 1914 werd de nieuwe fabriek in gebruik genomen. Dit duurde niet lang. Door het uitbreken van de Eerste Wereldoorlog stagneerde de aanvoer van grondstoffen (zoals zijde en katoen) en werd de fabriek stilgelegd. Op dat moment telde het bedrijf 160 werknemers.
In 1920 volgde door een toenemende vraag naar paraplu's een bedrijfsuitbreiding. Aan de achterkant van de fabriek aan de Ruyterstraat werd een magazijn bijgebouwd dat grensde aan de Stephanusstraat. De nieuwe fabriek aan de Ruyterstraat werd uiteindelijk in 1923 officieel heropend. In het oude fabriekspand aan de Van Berghenstraat zou in 1924 het zonweringbedrijf Tesser zich vestigen.

### Faillissement
Doordat het bedrijf in 1924 een naamloze vennootschap werd mocht het predicaat Koninklijk niet meer gevoerd worden. De naam werd daarom gewijzigd in 'Nijmeegsche Paraplufabriek, voorheen Koninklijke Paraplufabriek, E. Meulenberg & Zonen'. Economische omstandigheden door de wereldcrisis zorgden ervoor dat het bedrijf in financiële problemen geraakte. In 1931 moest het daarom surseance van betaling aanvragen. In eerste instantie voor een half jaar, later verlengd met nog eens een jaar maar het doek viel eerder dan verwacht. De fabriek werd failliet verklaard, de winkels bleven buiten het faillissement.
In 1933 ondernamen de gebroeders Meulenberg een poging om opnieuw een fabriek te stichtten en besloten tot samenwerking met het bedrijf Van Houten. Onder de naam Meulenberg en Van Houten NV begon men in de Thijmstraat in Nijmegen een nieuw bedrijf dat zich bezighield met fabricage en reparatie van paraplu's en tuinparasols. Dit bedrijf heeft slechts kort bestaan.

## Winkels
Het paraplubedrijf bezat naast de fabriek ook een aantal winkels die soms door familieleden uitgebaat werden:
- Nijmegen: Aan de (stikke) Hezelstraat 2-4 (uitgebaat door H. Kraayvanger), de Broerstraat (uitgebaat door Van den Borg) en de Kronenburgersingel.
- Amsterdam: vertegenwoordigd door J.J. Schoth aan de Nieuwendijk 180
- Rotterdam: vertegenwoordigd door W.C. Teurlings aan de Weezenstraat 5 en 7
- Den Haag: J.H. klinkum aan de Spuistraat 25
- Den Bosch: vertegenwoordigd door L. Teurlings aan de Hinthamerstraat 45

## Na de sluiting
Vanaf het moment dat Meulenberg vertrokken was heeft de fabriek aan de Ruyterstraat een aantal jaren leeggestaan maar kende het wel een aantal tijdelijke bestemmingen:
- 1932: Overdekte tennishal.[9]
- 1934: Schoenfabriek Fémina.[10]
- 1938: Het Nederlands leger bracht voor de periode van een jaar het Tweede Bataljon van het 11e regiment onder in de voormalige paraplufabriek.[11]
- 1945: Het 'Nijmeegs Algemeen Hulpcomite', dat zich bezig hield voor de inzameling en uitgifte van hulpgoederen voor de bevolking van Nijmegen, gebruikte de grote fabriekshal als magazijn voor de goederen.[12]
- 1949: Maertens Tricotage- en confectiefabriek uit Nijmegen betrok het leegstaande fabrieksgebouw. Dit bedrijf bleef daar gevestigd tot 1979.

Na een periode van leegstand besloot de gemeente Nijmegen tot sloop van de fabriek en in 1982 werd er een sportcomplex gebouwd.